# Kondó
Ne doit pas être confondu avec Kondo.
Kondó est un village et une commune du comitat du Borsod-Abaúj-Zemplén en Hongrie.

## Géographie
Kondó est situé dans la vallée du ruisseau Harica et aux pieds du massif du Bükk et dans le parc national du Bükk.
La commune fait 19,63 km2 car elle englobe la forêt située à gauche du village.
Située 4 km au Nord de Parasznya, à 3 km au Nord de Radostyán, 4 km au Sud de Sajókápolna, à 5 km au Nord de Varbó. La ville la plus proche est Sajószentpéter, situé à 7km au Nord.

## Histoire
Avant l'arrivée des Hongrois (ou la conquête hongroise), les habitants de la région était les slaves. Les noms géographiques de la vallée du Sajó incluent un grand nombre d'origine slave. Autrement dit, laissé par une population qui parlait slave. Ce sont principalement des noms de communes (par exemple, Parasznya, Radostyan, Syrac, Ludna, Varbo, Kazinc, Mucsony, Kurityan), mais aussi des noms d'eau (Harica, Suha, Lisckopatak) et d'anciens noms géographiques (Kuna, Osra, Lipoc, etc.). Ces noms se retrouvent principalement dans les zones boisées, ce qui correspond au mode de vie slave. Il convient également de noter qu'un certain nombre d'autres communes des environs, telles que Berente, Harica, Ludna et Varbo, apparaissent entre les mains des Ákos après l'invasion tartare.

## Transports en commun
Chemin de Fer
En 1920 et lors de l'exploitation minière, l'entreprise Sajókondói Kőszénbánya Rt. établit une ligne de chemin de fer à Kondó sur un tronçon initial de 760 mètres. En 1924, en raison de la baisse de la demande de charbon, les projets de mines de Jenő, la construction du train de la mine a également été interrompue. Jusqu'en 1926, la famille Bolváry y a continué d'essayer d'extraire du charbon. Mais la ligne de chemin de fer fut démantelée et les machines furent vendues.
En 1957, à la suite de l'essor de l'industrie du bois, la ligne de chemin de fer a été prolongée jusque dans la vallée du Harica.
En 1960, une inondation dans le ruisseau Harica à la suite d'une pluie diluvienne, a détruit le site d'exploitation forestière de la mine (la scierie Harica), le site ferroviaire et l'usine inférieure.
Bus
De nos jours, Kondó est desservi par 4 lignes de bus de la compagnie Volánbusz :
- 3756 (Miskolc-Kazincbarcika)
- 3754 (Miskolc-Varbó)
- 4049 (Berente-Varbó)
- 4050 (Kazincbarcika-Varbó)

Voiture
La route nationale 2517 passe à l'entrée de Kondó, elle relie Sajószentpéter à Miskolc en passant par le Bükk.

## Personnages célèbres
Töpszli, célèbre chien de la commune et le clip musical Töpszli Csomag (le paquet de Töpszli), racontant l'histoire d'un sac de viande accumulé dans la capitale pour être ensuite amené à Töpszli.

## Enseignement
L'école élémentaire à quatre classes du village a été fermée en 2007 par la commune.
Les enfants prennent un bus scolaire pour l'école primaire réformée du village voisin ou les écoles de la ville de Sajószentpéter.

## Édifices et lieux d'intérêt
Église réformée
Reconstruite en 1910 dans un style éclectique, certaines parties sont néo-baroques. Son clocher fait 15 mètres de haut et possède deux cloches de 148 kilos et faisant 63 centimètres, coulée par Ferencz Egry. Son des cloches de l'église.
Pince sor
Série de caves situées sur les hauteurs de la ville, traditionnellement utilisée pour stocker le vin ou les denrées.
Ruisseau du Harica
Ruisseau traversant la ville, délimitant la vallée du Harica.

## Villes jumelées
Aucune ville n'est actuellement jumelée à la commune de Kondó. Cela s'explique cependant par sa faible population.

## Population
Évolution de la population de la commune:
|            | 2013 | 2014 | 2015 | 2018 |
| Population | 622  | 601  | 593  | 613  |